# Rotschwänze
Die Rotschwänze (Phoenicurus) sind eine Vogelgattung mit ca. elf Arten, die zu den Schmätzern zählen. Namensgebend ist die bei allen Arten der Gattung auftretende rost- bis rotbraune Färbung des Schwanzes. Die bekanntesten Vertreter in Mitteleuropa sind der Garten- und der Hausrotschwanz. Rotschwänze sind Insektenfresser und leben zur Brutzeit größtenteils in offenen felsigen Gebirgslandschaften oder lichten Gebirgswäldern.

## Merkmale
Die Rotschwänze sind zierliche Vertreter der Schmätzer mit vergleichsweise kurzem Schnabel und zumeist deutlich entwickelten Schnabelborsten. Der Schwanz ist relativ lang und weist – zumindest im Basalteil – eine rost- bis rotbraune Färbung auf. Einzige Ausnahme ist das Männchen des Blaukopfrotschwanzes, dessen Schwanz einheitlich schwarz gefärbt ist. Die Flügelfedern sind dunkelbraun bis schwarz. Der Geschlechtsdimorphismus ist recht ausgeprägt, beispielsweise haben die Männchen der meisten Arten weiße Abzeichen im Flügel – auch Flügelspiegel genannt –, denen eine erhebliche Signalfunktion zukommen dürfte.

## Verbreitung und Lebensraum
Die Rotschwänze sind die am deutlichsten an das Gebirge angepasste Gattung der Schnäpper, wenn auch andere Arten – wie beispielsweise der Steinschmätzer – höhere Lagen bevorzugen. Alle Rotschwanzarten besiedeln zumindest teilweise höhere Berglagen bis an oder über die Baumgrenze. Der Gartenrotschwanz ist der am stärksten baumbewohnende Vertreter der Gattung, besiedelt vielerorts aber auch die obere Bergwaldstufe. Die Vorkommen in Südeuropa beschränken sich sogar weitgehend auf höhere Lagen.
Das Verbreitungszentrum der Rotschwänze liegt in den erdgeschichtlich sehr alten Gebirgen und Hochplateaus Zentralasiens. Dort hat zweifelsfrei die Evolution dieser Gattung ihren Ausgang genommen. Von dort ausgehend hat sich die Gruppe mit einigen Arten in die jüngeren Faltengebirge im Süden und Südwesten ausgebreitet, vor allem im Himalaya und Pamir. Nach Westen besiedelte die Gattung den Hindukusch, den Kaukasus und Transkaukasus, die Alpen, die Pyrenäen und den Atlas. Mit dem Gartenrotschwanz hat die Gattung auch das nördliche Tiefland der Westpaläarktis erreicht, mit dem Spiegelrotschwanz auch Nordostchina und Südostsibirien. Erst in den letzten 250 Jahren hat sich der ursprünglich nur im Gebirge anzutreffende Hausrotschwanz in den Mittelgebirgen und dem Tiefland Europas bis etwa 61° nördlicher Breite ausgebreitet und sich zahlreiche Sekundärhabitate erschlossen, auch und vor allem in der Nähe des Menschen.

## Systematik
Die Rotschwänze sowie die gesamte Unterfamilie der Schmätzer wurden traditionell der Familie der Drosseln (Turdidae) zugerechnet. Sowohl die Befunde der DNA-Hybridisierung als auch jüngere Ergebnisse der Sequenzierung des mitochondrialen Cytochrome-b-Gens legen nahe, dass die Schmätzer und damit auch die Rotschwänze näher mit den Fliegenschnäppern (Muscicapidae) als mit den Drosseln verwandt sind.
Neben den Arten dieser Gattung, den Rotschwänzen im engeren Sinn, leben im Himalaya und weiter ostwärts noch drei weitere „Rotschwänze“, die zweifellos nahe mit den eigentlichen Rotschwänzen verwandt sind: der Weißkappenrotschwanz (Chaimarrornis leucocephalus), der Bachrotschwanz (Rhyacornis fuliginosus) und der Weißbauchrotschwanz (Hodgsonius phoenicuroides). Diese wurden von manchen Autoren teilweise sogar zu dieser Gattung zugerechnet: Morphologie, Verhalten und Biologie sprechen aber dafür, diese Arten weiterhin jeweils eigenen Gattungen zuzuordnen.

## Arten
Die Gattung wird zumeist in 11 Arten unterteilt. Die Zuordnung des Himalayarotschwanzes zur Gattung wurde wegen der abweichenden Gefiederfärbung 1988 von Jürgen Haffner in Zweifel gezogen, allerdings sind Verhalten, Lautäußerungen und Brutbiologie dieser Art typisch für diese Gattung.
- Rotschwänze (Phoenicurus)
  - Himalayarotschwanz (Phoenicurus frontalis)
  - Weißkehlrotschwanz (Phoenicurus schisticeps)
  - Blaukopfrotschwanz (Phoenicurus caeruleocephala)
  - Alaschan-Rotschwanz (Phoenicurus alaschanicus)
  - Sprosserrotschwanz (Phoenicurus erythronotus)
  - Riesenrotschwanz (Phoenicurus erythrogastrus)
  - Tibetrotschwanz (Phoenicurus hodgsoni)
  - Hausrotschwanz (Phoenicurus ochruros)
  - Gartenrotschwanz (Phoenicurus phoenicurus)
  - Spiegelrotschwanz (Phoenicurus auroreus)
  - Diademrotschwanz (Phoenicurus moussieri)

## Bildergalerie

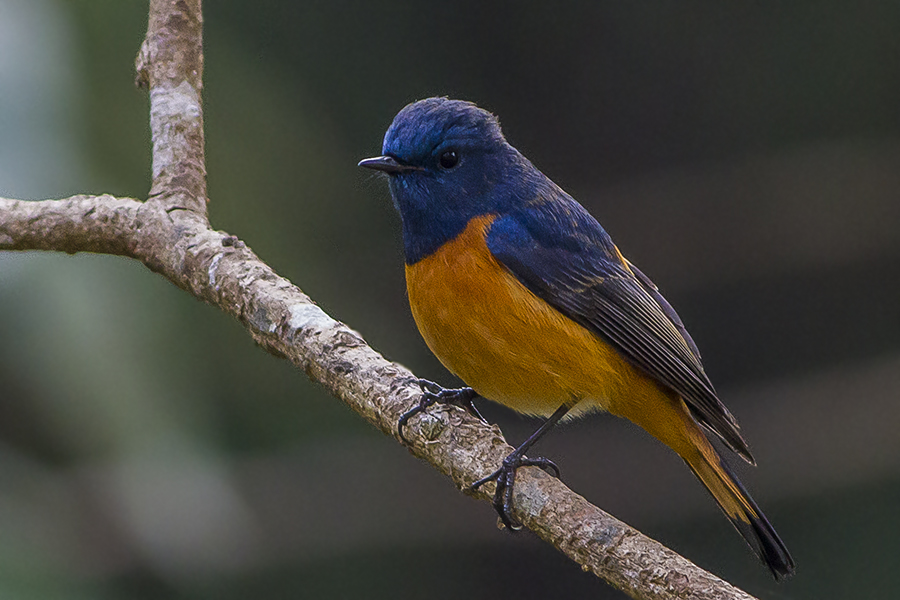
Himalayarotschwanz (Phoenicurus frontalis)
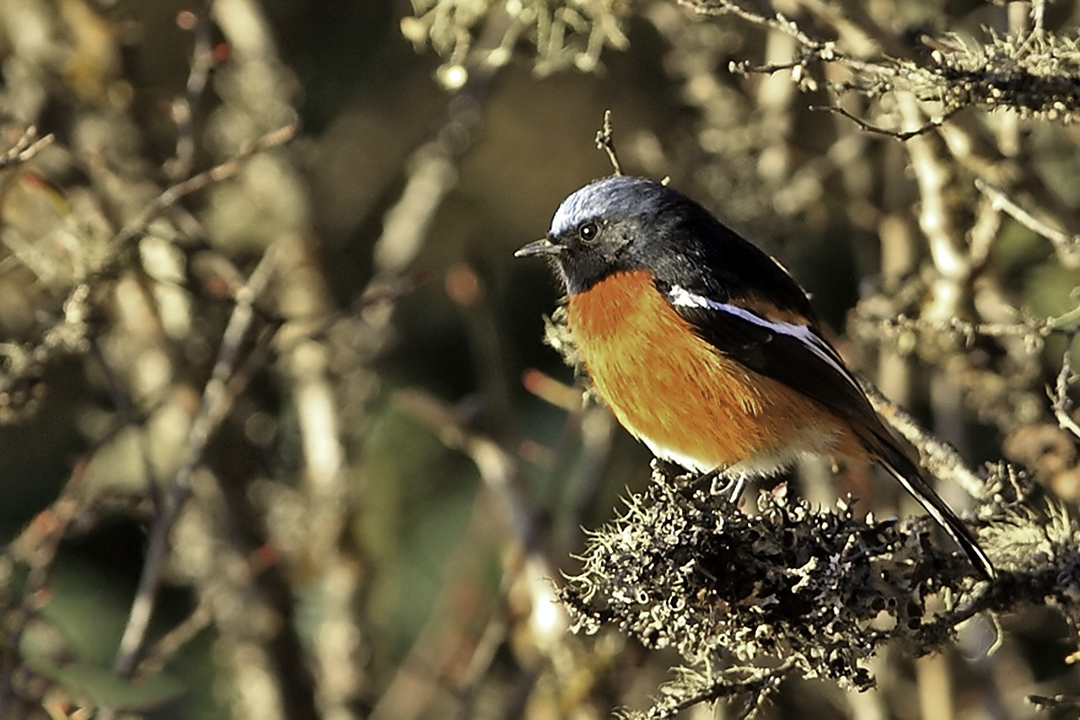
Weißkehlrotschwanz (Phoenicurus schisticeps)
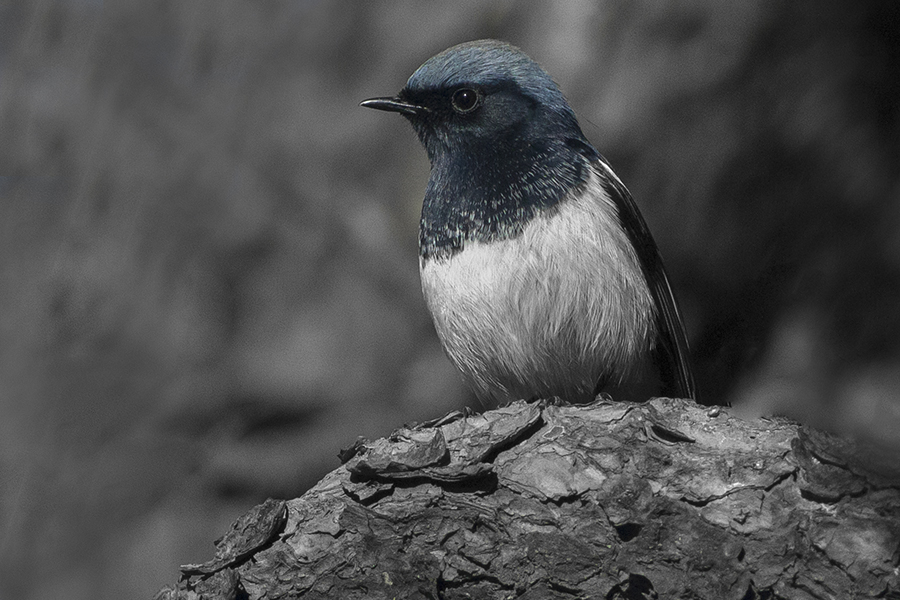
Blaukopfrotschwanz (Phoenicurus caeruleocephala)
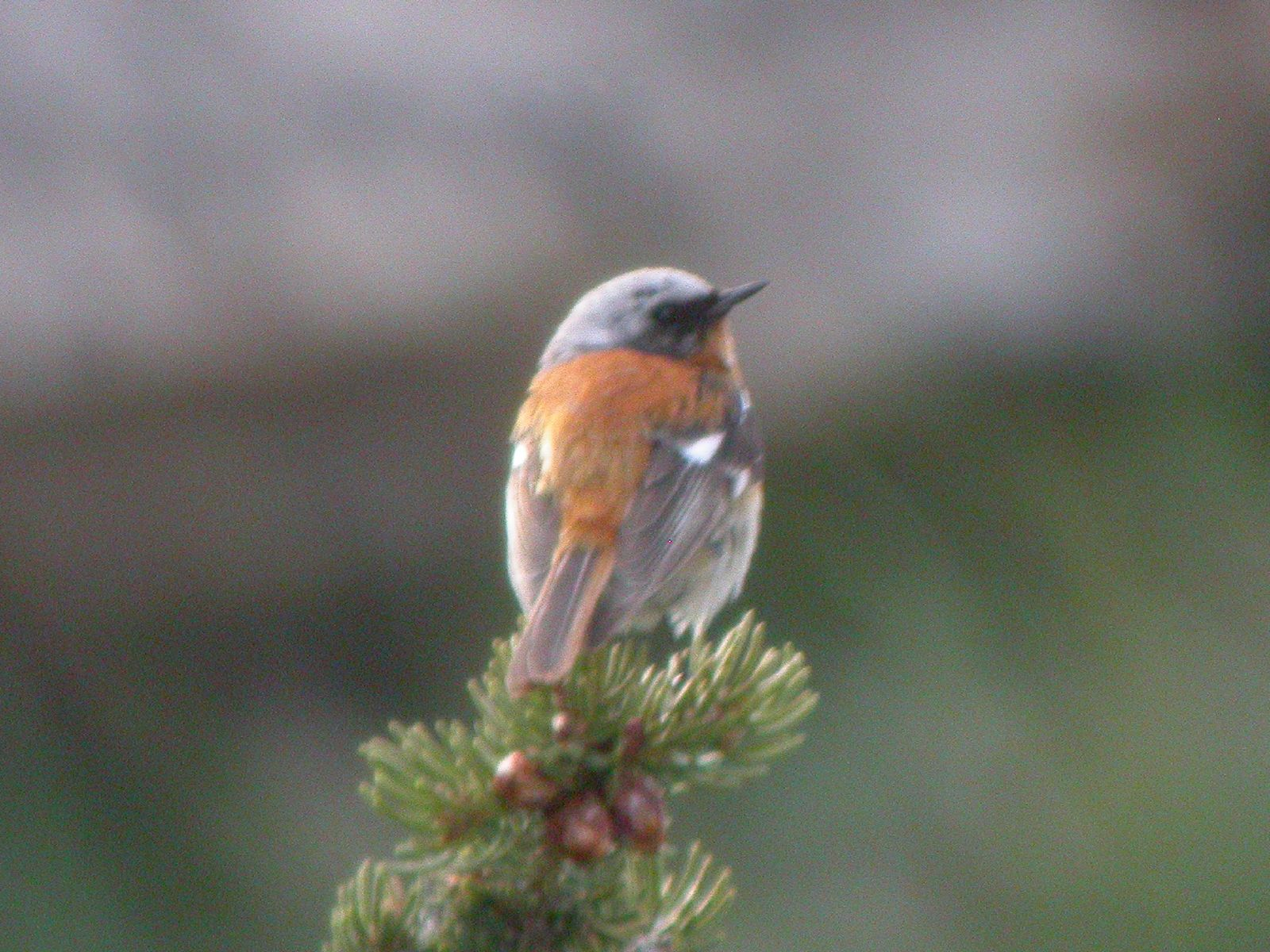
Sprosserrotschwanz (Phoenicurus erythronotus)
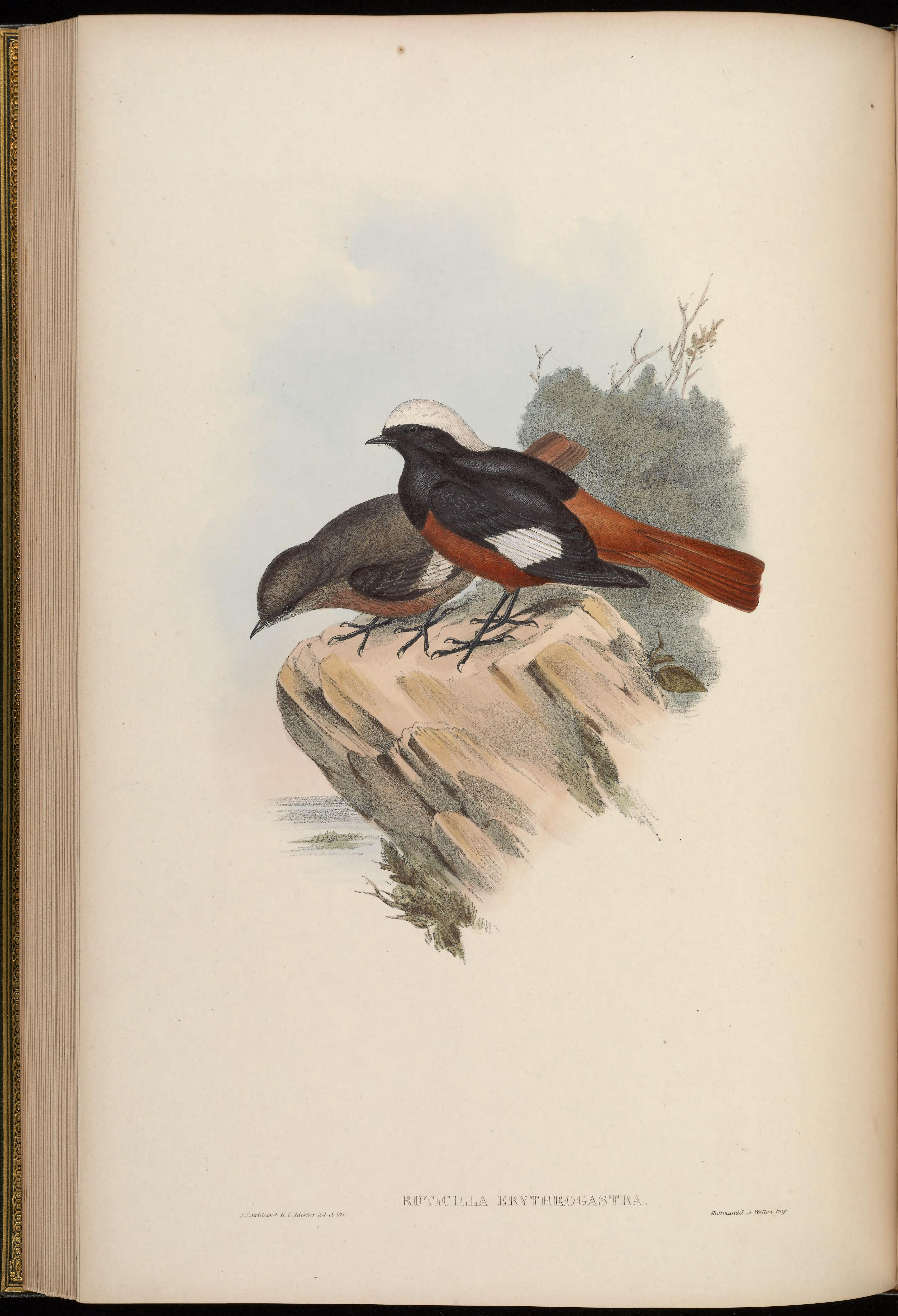
Riesenrotschwanz (Phoenicurus erythrogastrus)
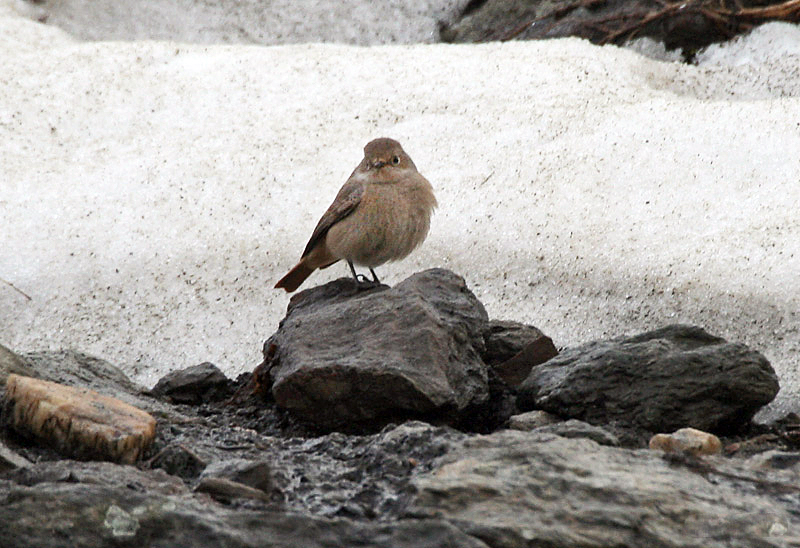
Weiblicher Riesenrotschwanz
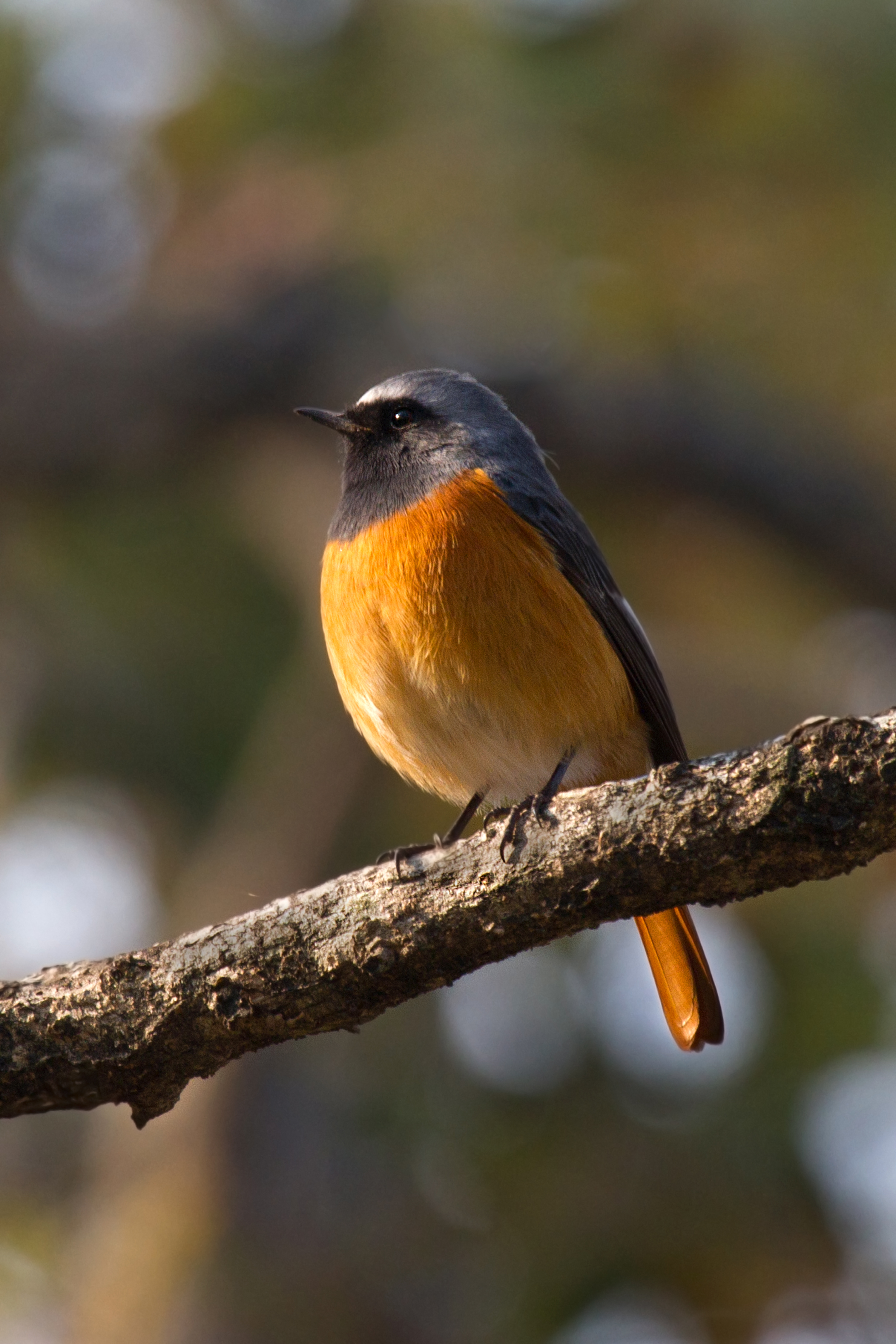
Tibetrotschwanz (Phoenicurus hodgsoni)
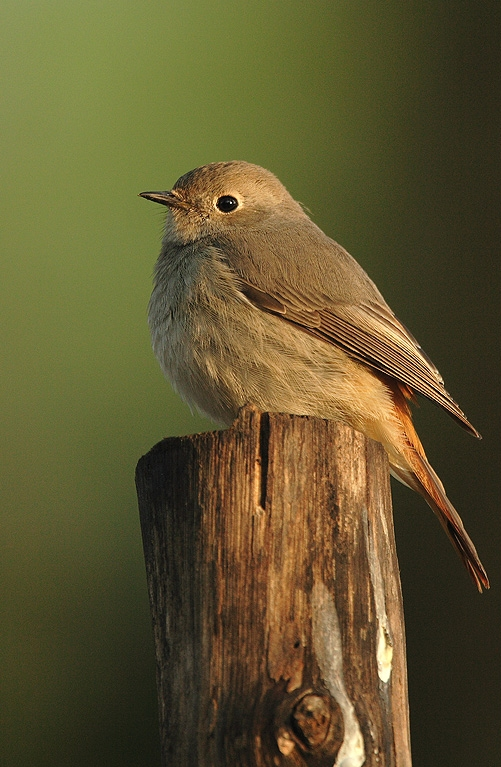
Weiblicher Tibetrotschwanz (Phoenicurus hodgsoni)
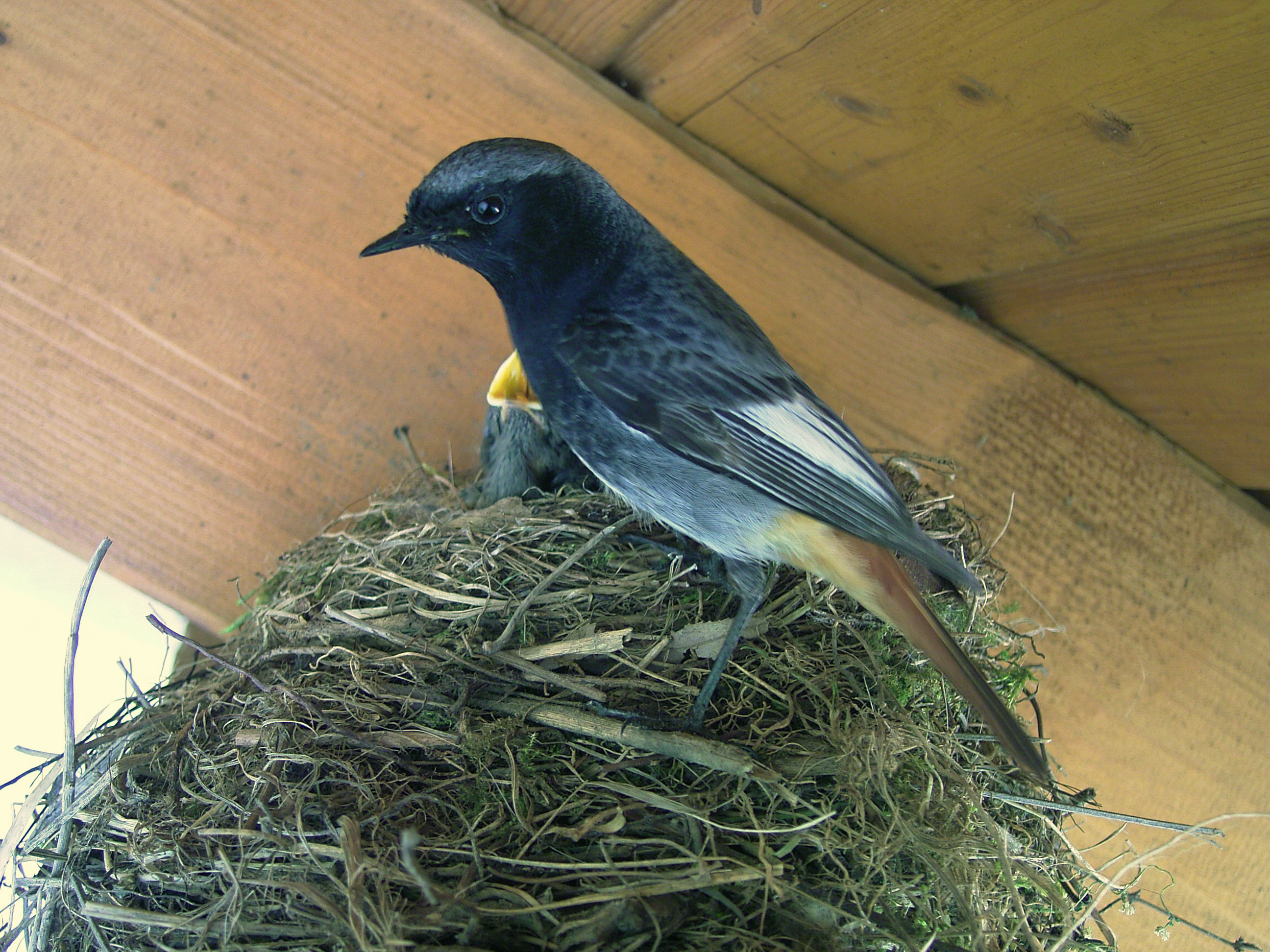
Hausrotschwanz (Phoenicurus ochruros) Männchen
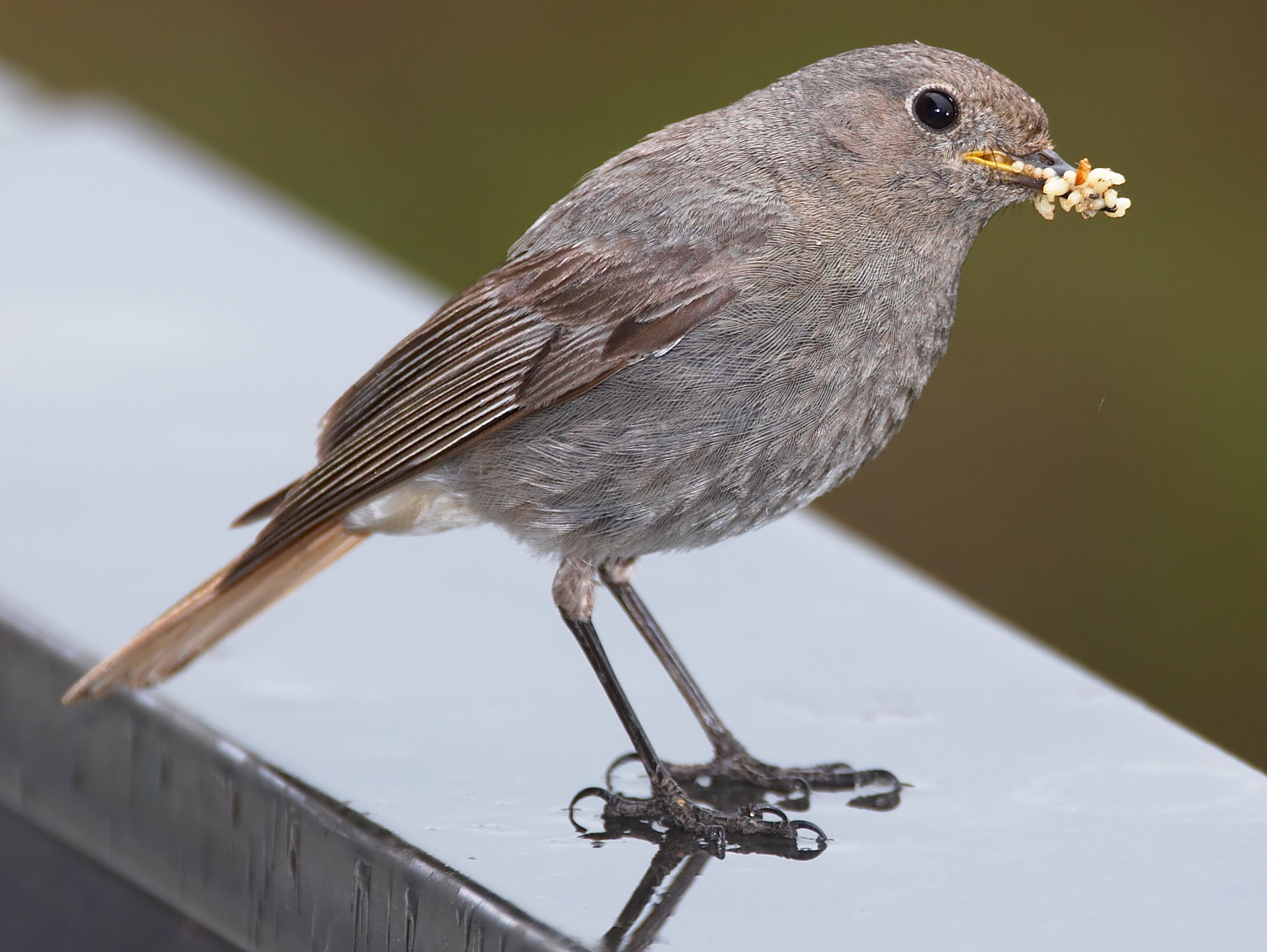
Weiblicher Hausrotschwanz
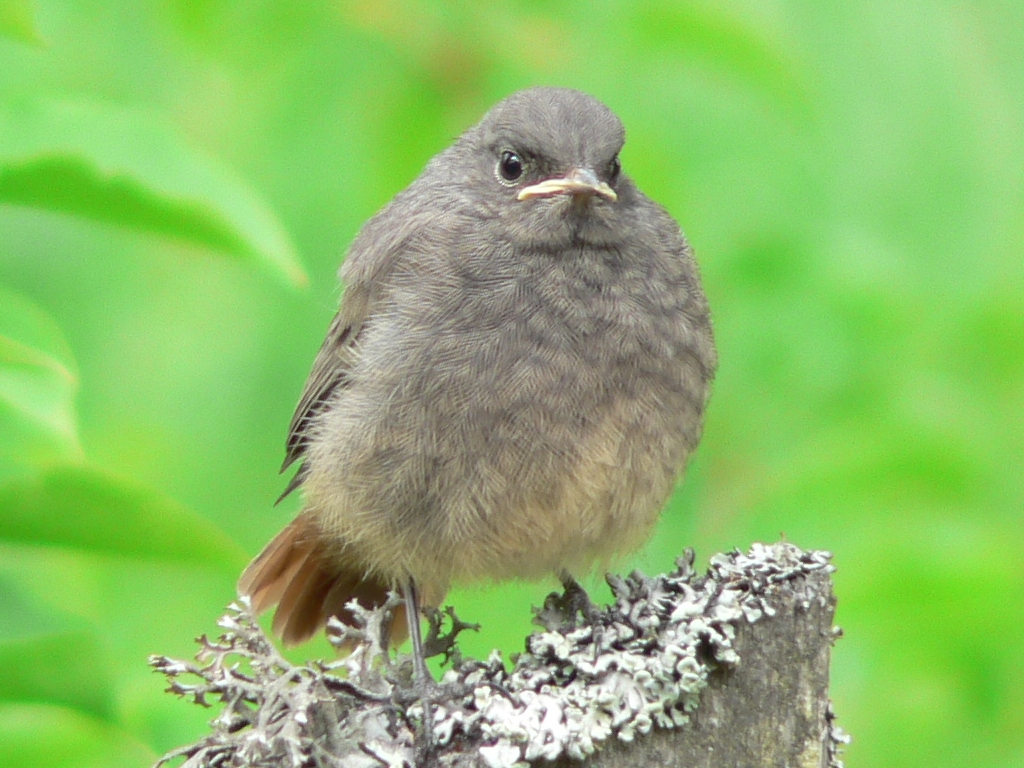
Junger Hausrotschwanz
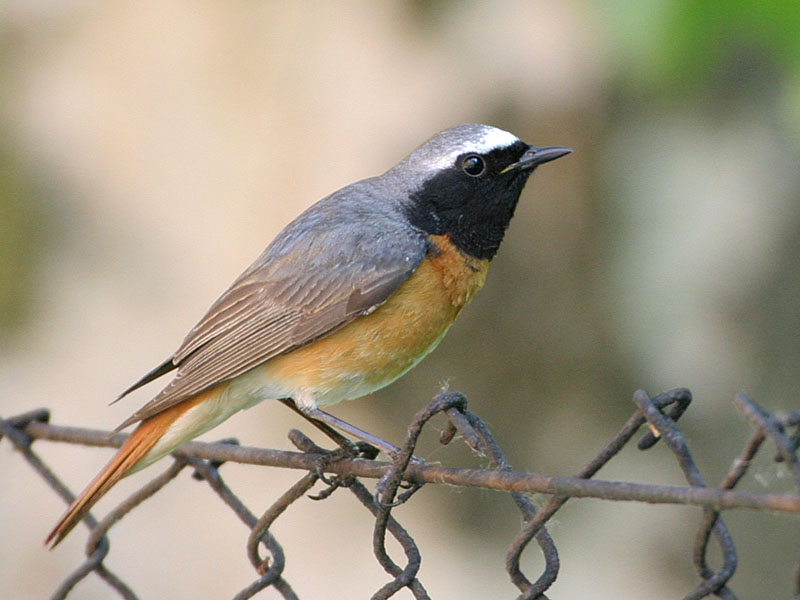
Gartenrotschwanz (Phoenicurus phoenicurus), Männchen
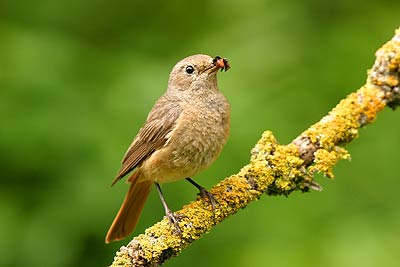
Weiblicher Gartenrotschwanz (Phoenicurus phoenicurus)
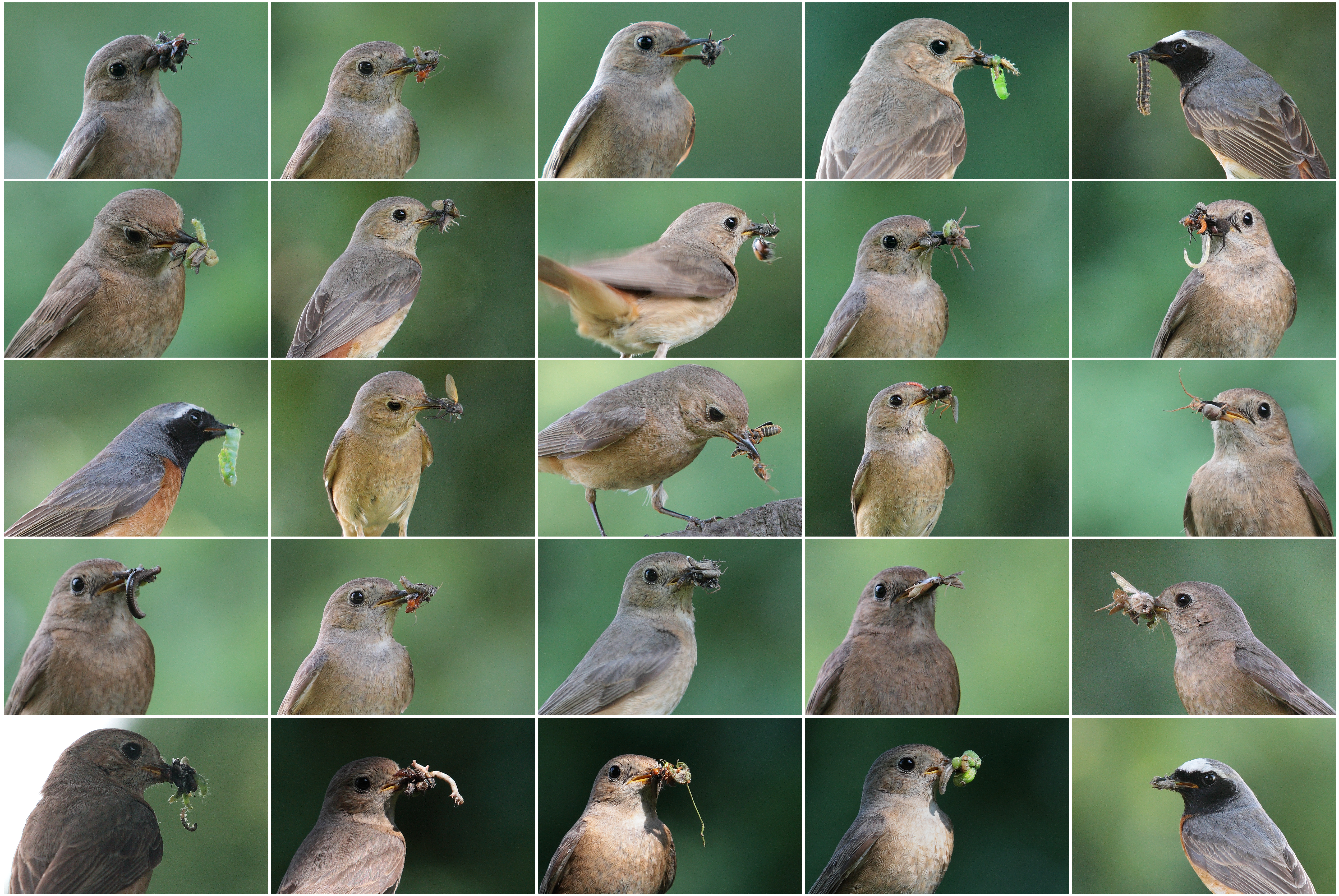
Gartenrotschwänze
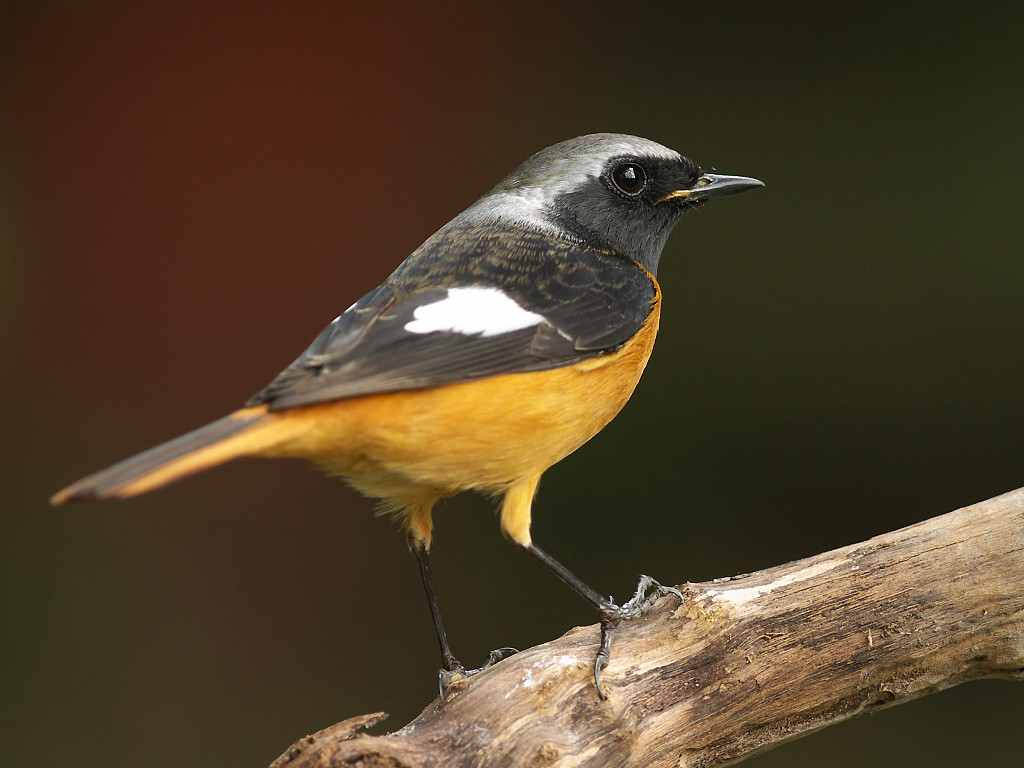
Spiegelrotschwanz (Phoenicurus auroreus)
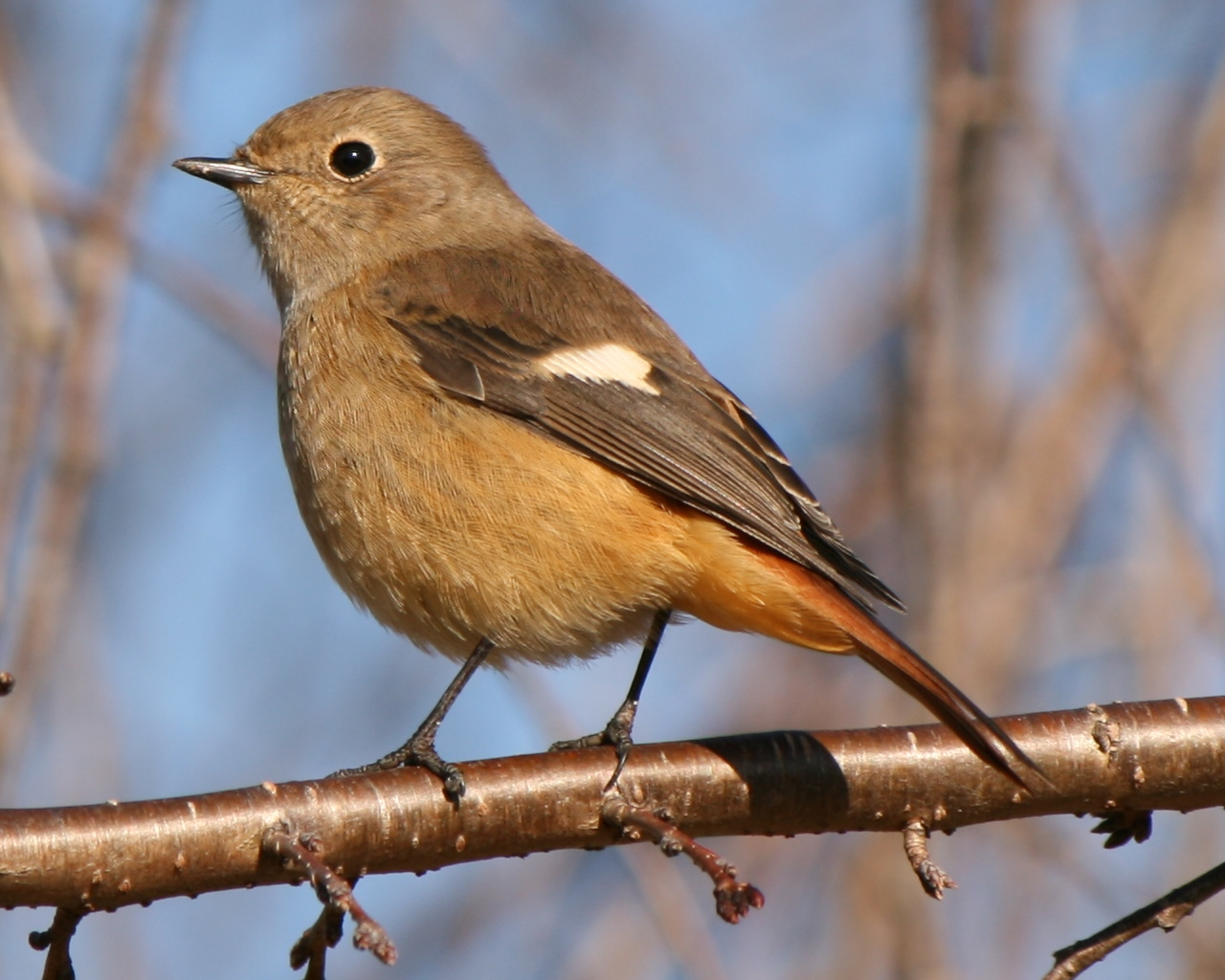
Weiblicher Spiegelrotschwanz
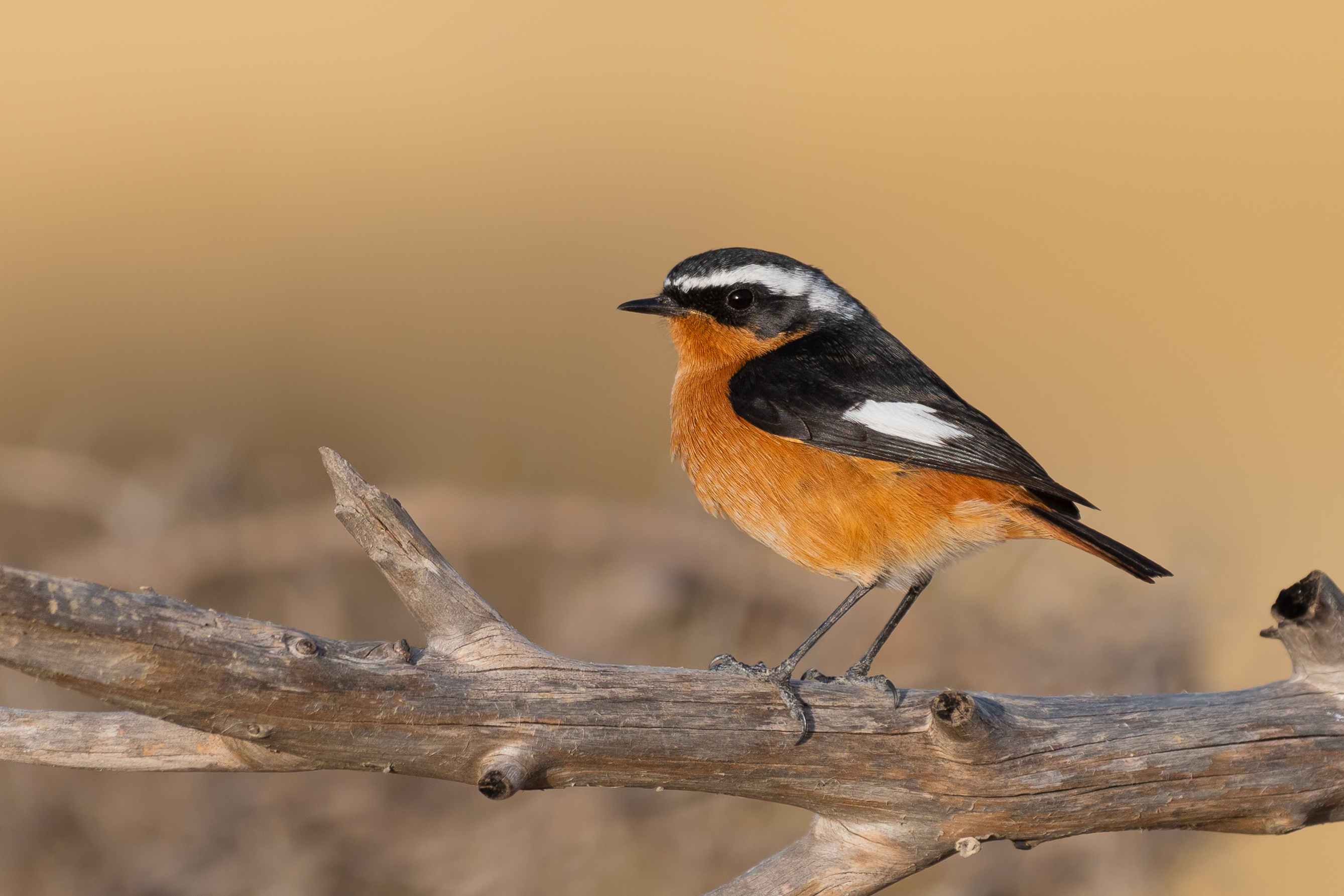
Diademrotschwanz (Phoenicurus moussieri)